# Tatsuya Endo
Tatsuya Endo  (遠藤達哉?, Endo Tatsuya) (Ibaraki, 23 luglio 1980) è un fumettista giapponese noto in Italia per Tista e Spy × Family, pubblicato in Italia da Planet Manga.
Endo ha disegnato anche parecchie storie brevi per diverse riviste, ma Tista è la sua prima serie regolare.

## Vita
Sin dall'infanzia, Endo aspirava a diventare un mangaka. La sua famiglia era composta da un genitore e un fratello. I suoi attori preferiti sono Bruce Lee, Hiroshi Abe, Meg Ryan e Audrey Tautou. I suoi mangaka preferiti sono Akira Toriyama, Hiroyuki Nishimori e Minetarō Mochizuki. I suoi hobby sono lo sci, la pallacanestro e i giochi con la racchetta.

## Opere
- Tista (ティスタ?) (2007-2008, 2 volumi)
- Gekka Bijin - La principessa guerriera (月華美刃?) (2010-2012, 5 volumi)
- Spy × Family (スパイファミリ?) (2019-in corso, 12 volumi)